# Exposition internationale de 1861
L’Exposition universelle de Metz (Exposition universelle de l’agriculture, de l’industrie, de l’horticulture et des beaux-arts) s’est déroulée de mai à septembre 1861.

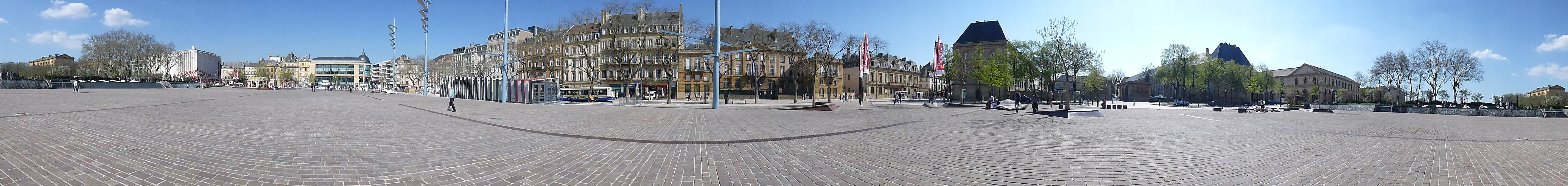
L'ancienne place Royale où s'est tenue la majorité de l’Exposition

Le 29 septembre 1857, le ministre de l’Agriculture, du Commerce et des Travaux publics annonce au préfet de la Moselle que Metz a été choisie pour être le lieu en 1861 du Concours agricole de la région Est. La ville, envisageant les retombées économiques qu’entrainerait cette manifestation, demande de faire coïncider l’Exposition de l’industrie et des beaux-arts, de l’horticulture et un concours d’orphéon. Les différentes manifestations formèrent l’Exposition universelle.
Des locaux furent construits et des espaces, alloués pour accueillir les différentes partie de l’Exposition :
« Au Concours régional sont attribuées les allées de marronniers pour les chevaux et les bêtes à cornes, l’extrémité de l’allée des tilleuls, dite d’Armentières. Pour la race ovine, les boulingrins du jardin Boufflers pour les gallinacés, les lapins et l’allée des tilleuls pour la race porcine. » Les serres du jardin botanique ont été construites pour l'occasion.
« L’Industrie se verra élever une galerie en bois […] sur la place Royale. Parallèlement à cette galerie, le long de l’avenue de l’Esplanade, seront élevés deux pavillons […] l’un destiné aux machines […] l’autre consacré aux fêtes musicales, à l’entrée de la rue des Clercs. »
Ces locaux couvraient une superficie de 15 000 mètres carrés et ont nécessité un budget de 280 000 francs.
Divisions :
- agriculture : tous les producteurs et agriculteurs français et étrangers pouvait proposer leur participation.
- industrie : composée de « manufactures, forges, hauts-fourneaux, cristalleries, salines, papeteries, verreries, filatures, moulins, distilleries, brosseries, sucreries, tanneries, faïenceries » ;
- horticulture : une exposition permanente sur l’Esplanade ; l’impératrice Eugénie de Montijo a bien voulu accepter le patronage et accorder une médaille spéciale pour les exposants ;
- concours hippique de la région Est.

L’entrée des bâtiments coutait 1 franc la semaine, 50 centimes le dimanche et 25 centimes les jardins.